# Hydrocera triflora
Hydrocera triflora (L.) Wight & Arn. è una pianta perenne erbacea appartenente alla famiglia delle Balsaminaceae, unica specie del genere Hydrocera.

## Descrizione
La specie è semi-acquatica in crescita, diventa succulenta. Le radici sono carnose e fibrose, l'asse del gambo è verticale. Le foglie peduncolate sono disposte alternativamente su di esso. La lama fogliare è lineare-lanceolata ed ellittica, alla base vi è una coppia di ghiandole sedentarie. I fiori sono rosa con sfumature viola e carminio. I quattro sepali laterali formano due coppie e sono approssimativamente lunghi quanto i petali e dello stesso colore, i sepali inferiori hanno uno sperone corto e curvo, i cinque petali non sono ricoperti di vegetazione, la tomaia è leggermente a forma di cappuccio. Il frutto è globoso con un endocarpo duro. Quest'ultimo è diviso in cinque parti separate, ognuna con un seme e due sacche d'aria che portano i semi cloridrici.

## Distribuzione e habitat
La pianta è originaria della Birmania, Cina (Lingshui, Sanya e Hainan), Cambogia, India, Indonesia, Laos, Malaysia, Sri Lanka, Thailandia, Vietnam. La si trova sulle rive dei laghi, paludi, zone umide e risaie a circa 100 metri sul livello del mare.